# Bezirk Wieliczka
Bezirk Wieliczka – dawny powiat (Bezirk) kraju koronnego Królestwo Galicji i Lodomerii, funkcjonujący w latach 1854–1867. Siedzibą starostwa było miasto Wieliczka.

## Historia
Bezirk Wieliczka utworzono w ramach reformy uwłaszczeniowej z okresu Wiosny Ludów (1848–1849), która likwidowała jurysdykcję właściciela ziemskiego nad poddanymi. W Galicji, dominium – jako podstawowa jednostka administracyjna i filar systemu feudalnego straciło rację bytu. Konieczne stało się zatem wprowadzenie nowego systemu administracyjnego, którego zręby powstały w latach 1851–1855. Nowy trójstopniowy podział administracyjny objął 21 cyrkułów (niem. Kreise), 179 małych powiatów (niem. Bezirke) i ponad 6000 gmin (niem. Gemeinde). 
Bezirk Wieliczka objął obszar o wielkości 2,5 mil², zamieszkany był przez 23.043 ludzi i podzielony na 48 gmin katastralnych, w tym jedno miasto (Wieliczka) i jedno miasteczko (Gdów). Wszedł w skład cyrkułu bocheńskiego, jako jeden z jego dziewięciu powiatów. Był to najgęściej zaludniony Bezirk w całej Galicji, pomijając Kraków i Lwów.
Na obszarze Bezirk Wieliczka znajdowały się trzy enklawy należące do Bezirk Podgórze, które stanowiły gminę Bugaj; gminę tę w kolejnych latach włączono do Bezirk Wieliczka. Sam Bezirk Wieliczka posiadał trzy eksklawy w północnych meandrach Wisły między Bezirkiem Niepołomice (w cyrkule bocheńskim) a Bezirkiem Mogiła (w cyrkule krakowskim); gmina Grabie objemowała terytorium dwóch i pół eksklaw, natomiast część obszaru gminy Zymbrzeg-Szczurów (część zymbrzeska) obejmowała połowę jednej eksklawy. 1 maja 1860 zniesiono cyrkuł bocheński, a jego cały obszar włączono do cyrkułu krakowskiego.
Po nadaniu Galicji autonomii oraz powołaniu samorządu gminnego i powiatowego w 1865 zlikwidowano cyrkuły (Kreise). Dotychczasowe małe powiaty (Bezirke) w liczbie 179, utrzymały się do 1867 roku, kiedy to w następstwie kolejnej reformy administracyjnej (23 stycznia 1867) zostały zastąpione przez 74 większe powiaty. Obszar zniesionego Bezirk Wieliczka wszedł wtedy w całości w skład nowego powiatu wielickiego. 30 listopada 1929 dziewięć gmin należących do sądu grodzkiego w Dobczycach (Dziekanowice, Fałkowice, Hucisko, Kunice, Niżowa, Nowa Wieś, Rudnik, Sieraków i Winiary) przeniesiono do powiatu myślenickiego. 1 kwietnia 1932 powiat wielicki zniesiono, a jego obszar podzielono pomiędzy powiaty krakowski i myślenicki.

## Podział administracyjny (1854)
| Lp. | Gmina jednostkowa                           | Powierzchnia | Ludność | Powiat w 1867 po zniesieniu |
| --- | ------------------------------------------- | ------------ | ------- | --------------------------- |
| 1   | Wieliczka (M) z Dąbrówką                    | 615          | 6145    | wielicki                    |
| 2   | Bilczyce                                    | 684          | 418     | wielicki                    |
| 3   | Biskupice i Konopka z Trąbkami i Darczycami | 1292         | 647     | wielicki                    |
| 4   | Bodzanów                                    | 998          | 397     | wielicki                    |
| 5   | Bogucice z Czarnochowicami                  | 549          | 584     | wielicki                    |
| 6   | Brzegi                                      | 573          | 264     | wielicki                    |
| 7   | Byszyce                                     | 421          | 315     | wielicki                    |
| 8   | Chorągwica                                  | 332          | 605     | wielicki                    |
| 9   | Dobranowice i Wola Dobranowska              | 572          | 254     | wielicki                    |
| 10  | Gorzków Jaworski                            | 376          | 241     | wielicki                    |
| 11  | Grabówki z Babinami                         | 277          | 301     | wielicki                    |
| 12  | Grabie Badenich                             | 241          | 305     | wielicki                    |
| 13  | Grajów                                      | 821          | 443     | wielicki                    |
| 14  | Jankówka                                    | 324          | 166     | wielicki                    |
| 15  | Janowice-Horn                               | 480          | 329     | wielicki                    |
| 16  | Jawczyce                                    | 466          | 190     | wielicki                    |
| 17  | Kokotów ze Śledziejowicami                  | 1029         | 454     | wielicki                    |
| 18  | Koźmice Wielkie                             | 811          | 784     | wielicki                    |
| 19  | Koźmice Małe                                | 212          | 155     | wielicki                    |
| 20  | Krzyszkowice                                | 651          | 439     | wielicki                    |
| 21  | Łazany                                      | 634          | 309     | wielicki                    |
| 22  | Lednica (Dolna i Górna) z Mierzączką        | 629          | [ 13 ]  | wielicki                    |
| 23  | Mietniów                                    | 331          | 284     | wielicki                    |
| 24  | Pawlikowice z Taszycami                     | 544          | 384     | wielicki                    |
| 25  | Przebieczany                                | 641          | 314     | wielicki                    |
| 26  | Raciborsko z Witkowicami                    | 916          | 576     | wielicki                    |
| 27  | Rożnowa                                     | 67           | 162     | wielicki                    |
| 28  | Siercza z Klasnem i Wolicą                  | 517          | 1409    | wielicki                    |
| 29  | Sygneczów ze Sroczycami                     | 303          | 152     | wielicki                    |
| 30  | Sławkowice z Brzezową                       | 674          | 399     | wielicki                    |
| 31  | Sułów                                       | 562          | 269     | wielicki                    |
| 32  | Sułków                                      | 393          | 267     | wielicki                    |
| 33  | Surówki z Kawkami                           | 167          | 98      | wielicki                    |
| 34  | Szczygłów                                   | 196          | 93      | wielicki                    |
| 35  | Tomaszkowice                                | 219          | 130     | wielicki                    |
| 36  | Wola Podłazańska z Zabłociem                | 456          | 250     | wielicki                    |
| 37  | Zabawa z Małą Wsią i Strumianami            | 333          | 614     | wielicki                    |
| 38  | Zborówek                                    | 123          | 114     | wielicki                    |
| 39  | Zymbrzeg ze Szczurowem                      | 197          | 212     | wielicki                    |
| 40  | Bieńkowice i Sędzimir                       | 467          | 231     | wielicki                    |
| 41  | Dziekanowice                                | 234          | 241     | wielicki                    |
| 42  | Fałkowice                                   | 420          | 313     | wielicki                    |
| 43  | Gdów (m) z Grzybową                         | 1374         | 1137    | wielicki                    |
| 44  | Kunice                                      | 439          | 325     | wielicki                    |
| 45  | Niżowa                                      | 187          | 132     | wielicki                    |
| 46  | Nowa Wieś                                   | 247          | 240     | wielicki                    |
| 47  | Sieraków ze Zbyszówką                       | 951          | 356     | wielicki                    |
| 48  | Winiary z Rudnikiem i Huciskiem             | 1132         | 632     | wielicki                    |

Objaśnienie:
(M) = miasto; (m) = miasteczko